# Do You Remember
Do You Remember è il secondo singolo  estratto dall'album All or Nothing del cantante britannico Jay Sean. La canzone unisce lo stile dancehall reggae giamaicano di Sean Paul al “rappato” americano di Lil Jon. Il brano è stato prodotto da J-Remy e Bobby Bass.
Il pezzo è uscito nelle stazioni radio americane il 20 ottobre 2009, mentre la pubblicazione digitale del brano è avvenuta il 3 novembre tramite iTunes. Codesto è il secondo singolo di Jay Sean ad entrare nelle prime dieci posizione della Billboard Hot 100, facendo di lui il primo artista maschile ad apparire simultaneamente nella top 10 americana con i suoi due primi brani musicali dal 2003, quando anche Chingy raggiunse questo traguardo. Il singolo ha venduto molto più di un milione di copie digitali solamente negli Stati Uniti d'America. Successivamente il brano è stato pubblicato anche in Inghilterra, il 22 febbraio 2010.

## Stile musicale
Jay Sean durante un'intervista britannica concessa a Pete Lewis ha detto: «Inizialmente ho scritto questo pezzo, Do You Remember, dal momento che desideravo comporre un inno molto positivo che scacciasse via la nostalgia. Successivamente, quando incontrai Sean Paul agli MTV Video Music Awards, lui disse che voleva "fare qualcosa" con me dopo aver sentito Down alla radio. Quindi io, da grande ammiratore di Sean Paul che sono, ho riascoltato tutti i miei brani incisi in precedenza... E quando arrivò il turno di ascoltare Do You Remember, per qualche strana ragione sentii davvero la sua presenza su di essa! Di conseguenza gli ho inviato la demo, allegandogli un messaggio che diceva: "Ascolta, ho tagliato questa parte del brano che sembra perfetta per te"... Ed esattamente il giorno seguente, egli mi ha rimandato indietro la demo con su incisa la sua voce! Poi, dal momento che sentivamo la mancanza di un po' d'energia, abbiamo chiamato Lil Jon - ed il gioco fu fatto! La canzone fu completata! Niente di più semplice!»

## Varianti
Di questo brano sono presenti due versioni. La prima è cantata esclusivamente da Jay Sean, mentre l´ altra è la versione inclusa nell´ album, in cui sono presenti anche Sean Paul e Lil Jon. Questa versione fu completata nel settembre del 2009 ed in essa c'è una peculiarità: infatti la parte cantata da Lil Jon non è altro che una sua improvvisazione.

## Tracce
Download digitale
- Do You Remember (featuring Sean Paul & Lil Jon) - durata: 3:31

CD singolo britannico
- Do You Remember (featuring Sean Paul & Lil Jon) - durata: 3:31
- Do You Remember (Ruff Loaderz Remix)
- Do You Remember (Hitty Remix)

## Videoclip Musicale
Il videoclip è stato girato a Los Angeles l´ 11 novembre 2009 con Sean Paul e Lil Jon ed è stato diretto da Gil Green. In esso sono visibili Jay Sean, Lil Jon e Sean Paul mentre partecipano ad una festa a New York. È possibile notare le apparizioni del DJ Paul di Three 6 Mafia, Tyga, Birdman e Kevin Rudolf. La ragazza protagonista del video è la modella Jessica Vilchis, che interpreta il ruolo dell´interesse amoroso di Jay Sean.
Il videoclip è una specie di tributo al video The Way You Make Me Feel di Michael Jackson.
Il 3 dicembre 2009, il video è stato visto per la prima volta sul canale televisivo BET. Successivamente è stato pubblicato su VEVO (canale presente sulla piattaforma YouTube) il 13 dicembre 2009 ed ha raggiunto le undici milioni di visualizzazioni il 27 febbraio 2010.

## Recensioni
DJBooth ha detto che:«“Come Down, questo brano ha un´ innegabile fascino club/radio anche grazie all´ ottimismo di J Remy e Bobby Bass che hanno ricreato e reideato la musica ed il lavoro fatto con il precedente singolo. “Do You Remember” non si allontana molto dal suo predecessore, ma la “ricetta” per una redditizia numero uno di Jay Sean ha avuto per la seconda volta risultati appaganti ed esaustivi.”»
"Do You Remember" è stata la Traccia VIP sul canale televisivo britannico 4Music nella settimana iniziata il 17 gennaio 2009.

## Rotazione radiofonica
Il 25 gennaio 2010, “Do You Remember” ha raggiunto la prima posizione nella Hot30 Countdown, che monitora appunto i passaggi in radio.

## Debutto
In America, “Do You Remember” ha debuttato alla posizione numero ventisette nella Billboard Hot 100, segnando il suo debutto in classifica più alto. Il 9 gennaio 2010, la canzone è arrivata alla decima posizione in classifica mentre il singolo predecessore Down era ancora al settimo posto. Nella Billboard Pop 100, il singolo ha raggiunto la quinta posizione il 13 febbraio 2010. Nella Canadian Hot 100, il brano ha debuttato al numero cinquantacinque il 12 novembre 2009, arrivando due mesi più tardi alla posizione numero undici, esattamente il 23 gennaio 2010.
In Nuova Zelanda, la canzone ha debuttato alla posizione numero ventitré il 30 novembre 2009, per poi arrivare fino alla numero undici l'8 febbraio 2010. Malgrado il brano non era ancora stato pubblicato ufficialmente come singolo in Gran Bretagna, il pezzo debuttò nella classifica britannica alla posizione numero ottantatré, mentre nella UK Indie Chart entrò alla numero sei. Successivamente il brano ha raggiunto la posizione numero quattordici il 13 febbraio 2010. In Australia il singolo ha esordito alla posizione numero quarantatré, per poi risalire sino alla posizione numero sette. La canzone ha debuttato anche nella European Hot 100 chart, alla posizione numero settantacinque, risalendo dopo tempo alla posizione numero trentanove. Il brano ha inoltre raggiunto l´ undicesima posizione in Giappone nella stessa settimana in cui il pezzo ha raggiunto sia la decima posizione nella Adult Contemporary chart che l´ ottava posizione nella Hot Top Airplay chart.

## Classifiche

### Charts
| Chart (2010)             | Peak position |
| ------------------------ | ------------- |
| Australia                | 7             |
| Australia Urban Chart    | 6             |
| Belgio                   | 7             |
| Vallonia                 | 6             |
| Canada                   | 11            |
| Europa                   | 39            |
| Irlanda                  | 23            |
| Giappone                 | 11            |
| Adult Contemporary Chart | 10            |
| Paesi Bassi              | 2             |
| Nuova Zelanda            | 11            |
| Inghilterra              | 13            |
| Billboard Hot 100        | 10            |
| Billboard Pop songs      | 5             |

## Vendite e Certificazioni
| Paese     | Fornitore | Certificazioni | Copie vendute |
| --------- | --------- | -------------- | ------------- |
| Australia | ARIA      | Platino        | +70.000       |
| America   | RIAA      | Platino        | +1.036.000    |

## Cronologia delle pubblicazioni
| Paese            | Data        | Formato                               | Etichetta                               |
| ---------------- | ----------- | ------------------------------------- | --------------------------------------- |
| America / Canada | 3 novembre  | Scaricamento virtuale                 | Cash Money Records / Universal Republic |
| Inghilterra      | 22 febbraio | Singolo fisico, Scaricamento virtuale | Jayded Record / Island Records          |